# کالی لینوکس

دبیان

کالی لینوکس

کالی لینوکس (به انگلیسی: Kali Linux) یک توزیع لینوکس بر پایه دبیان است که برای جرم یابی قانونی دیجیتال و تست نفوذ طراحی شده‌است؛ و توسط Offensive Security (امنیت تهاجمی) تأمین مالی می‌شود.

## توسعه
سیستم عامل لینوکس کالی حدود ۶۰۰ برنامه تست نفوذ از پیش نصب شده (ابزار) دارد، از جمله آرمیتاژ (یک ابزار مدیریت حمله سایبری به شکل گرافیکی)، ان مپ (اسکنر پورت)، وایرشارک (یک تحلیلگر بسته)، متااسپلویت (چارچوب تست نفوذ، به عنوان بهترین نرم‌افزار تست نفوذ)، جان ریپر (رمز شکن رمز عبور)، اسکیوال مپ (تزریق خودکار SQL و ابزار تصرف پایگاه داده)، Aircrack-ng (مجموعه نرم‌افزاری برای آزمایش نفوذ شبکه‌های بی‌سیم)، Burp مجموعه و OWASP ZAP اسکنرهای امنیتی برنامه‌های وب، و غیره.
کالی توسط ماتی آهارونی و دوون کرنز از امنیت تهاجمی (Offensive Security) از طریق بازنویسی کدهای لینوکس نسخه بک ترک، آزمایش امنیت قبلی اطلاعات توزیع لینوکس مبتنی بر کنوپیکس، توسعه داده شد. خود بک ترک از ادغام دو نسخه پیشتر رقیب لینوکس پدید آمد. در اصل، آن با تمرکز بر ممیزی هسته طراحی شد، که آن نام خود را هسته حسابرسی شده لینوکس گرفت. فرض بر این است که این نام گاهی به اشتباه از کالی الهه هندو آمده‌است. توسعه دهنده هسته سوم، Raphaël Hertzog، به عنوان یک متخصص دبیان به آنها پیوست.
کالی لینوکس مبتنی بر شاخه Debian Testing است. بیشتر بسته‌هایی که کالی استفاده می‌کند از مخازن دبیان وارد می‌شوند.
محبوبیت کالی لینوکس زمانی افزایش یافت که در چندین قسمت از مجموعه تلویزیونی آقای ربات به نمایش درآمد. ابزارهای برجسته شده در نمایش و ارائه شده توسط کالی لینوکس شامل Bluesniff , Bluetooth Scanner (btscanner) , John the Ripper , Metasploit Framework , Nmap , Shellshock و Wget است.

### تاریخچه نسخه
اولین نسخه، در مارس ۲۰۱۳ منتشر شد.
با نسخه ۲۰۱۹٫۴ در نوامبر ۲۰۱۹، رابط کاربری پیش فرض از گنوم به Xfce تغییر یافت و نسخه گنوم همچنان در دسترس است.
با نسخه ۲۰۲۰٫۳ در اوت ۲۰۲۰، پوسته پیش فرض از Bash به ZSH تغییر یافت و Bash به عنوان گزینه باقی ماند.

### نیازمندی‌های سخت‌افزاری
کالی لینوکس نیاز به موارد زیر دارد:
- حداقل ۲۰ گیگابایت فضای دیسک سخت برای نصب بسته به نسخه، نسخه ۲۰۲۰٫۲ حداقل به ۲۰ گیگابایت نیاز دارد.
- حداقل ۲ گیگابایت رم برای معماری i386 و AMD64.
- یک درایو قابل بوت لوح فشرده و دی وی دی یا یک درایو یو اس بی.
- حداقل پردازنده Intel Core i3 یا AMD E1 برای عملکرد خوب.

مشخصات سخت‌افزاری توصیه شده برای یک تجربه روان عبارتند از:
- ۵۰ گیگابایت فضای دیسک سخت، SSD را ترجیح می‌دهد
- حداقل رم ۲۰۴۸ مگابایت

## امکانات
کالی لینوکس یک پروژه اختصاصی دارد که برای سازگاری و انتقال به دستگاه‌های خاص اندرویدی اختصاص داده شده‌است، به نام Kali NetHunter.
این اولین پلتفرم تست نفوذ اندروید برای دستگاه‌های Nexus است که به عنوان تلاش مشترک بین عضو جامعه کالی "BinkyBear" و امنیت تهاجمی ایجاد شده‌است. این برنامه از تزریق فریم بی‌سیم ۸۰۲٫۱۱، تنظیمات MANA Evil Access Point با یک کلیک، صفحه کلید HID (حملات مانند Teensy) و همچنین حملات Bad USB MITM پشتیبانی می‌کند.
بک ترک (سلف کالی) شامل یک حالت معروف به حالت جرم یابی قانونی دیجیتال بود که از طریق راه اندازی مستقیم به کالی منتقل می‌شد. این حالت به دلایل زیادی بسیار محبوب است، تا حدودی به این دلیل که بسیاری از کاربران کالی از قبل یک درایو USB یا CD کالی قابل بوت دارند، و این گزینه کاربرد کالی را در کار جرم یابی قانونی دیجیتال آسان می‌کند. هنگامی که در حالت جرم یابی قانونی دیجیتال بوت می‌شود، سیستم به دیسک سخت داخلی یا فضای تعویض دست نمی‌زند و نصب خودکار غیرفعال است. با این حال، توسعه دهندگان توصیه می‌کنند کاربران قبل از استفاده از کالی برای جرم یابی قانونی دیجیتال دنیای واقعی، این ویژگی‌ها را به‌طور گسترده آزمایش کنند.
هنگام نصب، شما به تعداد بسیار زیادی، ابزار دسترسی دارید اما قابلیت استفاده از github نیز وجود دارد.

## ابزارها
- Aircrack-ng: ابزاری جهت شنود و شکستن کلمه عبور در ارتباطات وایرلس
- Burp suite: ابزاری جهت نفوذ به سیستم‌های مبتنی بر وب که از پروتکل HTTP استفاده می‌کنند
- Cisco Global Exploiter:[۴] یک ابزار هک که برای شناسایی و بهره‌برداری از آسیب‌پذیری‌ها در سیستم‌های شبکه سیسکو است.
- Ettercap: ابزاری برای حملات مرد میانی در شبکه محلی(حمله ژانوس)
- splmap: ابزاری برای تست نفوذ از طریق تزریق کد sql
- John the Ripper: ابزاری برای شکستن کلمه‌های عبور
- Kismet: ابزاری برای کشف و ردیابی شبکه
- Maltego: ابزاری جهت شناسایی و جمع‌آوری اطلاعات قبل از انجام نفوذ.
- متاسپلویت: محیطی برای کدنویسی و ساخت ابزار هک
- ان مپ: ابزار جستجو و بررسی شبکه و شناسایی همه گره‌های فعال در شبکه
- Wireshark: ابزاری جهت تحلیل و آنالیز بسته‌ها در پروتکل‌های شبکه..
- Hydra: ابزاری رأی شکستن پسوردها به صورت آنلاین
- و غیره

این ابزارها می‌توانند برای اهداف متفاوتی مورد استفاده قرار گیرند، از جمله: بهره‌برداری از شبکه یا نرم‌افزار قربانی، کشف شبکه یا اسکن آدرس آی پی هدف و غیره. بسیاری از ابزارهای بک ترک (نسخه قبلی کالی لینوکس) حذف شده‌اند تا تمرکز بر محبوبترین برنامه‌های کاربردی تست نفوذ افزایش یابد.

### دسته‌بندی ابزارها
علاوه بر ابزارهایی که در بالا ذکر شد، دسته‌بندی کامل تری نیز ابزارهای نفوذ در کالی لینوکس موجود می‌باشد که در ذیل عنوان شده‌اند.
- Information Gathering: شامل مجموعه ابزاری جهت جمع‌آوری اطلاعات (جمع‌آوری اطلاعات)
- Web Application: شامل مجموعه ابزاری جهت تست نفوذ به برنامه‌های کاربردی مبتنی بر وب (برنامه تحت وب)
- Reporting Tools: ابزارهایی جهت گزارش‌گیری و جمع‌آوری اطلاعات (ابزارهای گزارش دهی)
- Hardware Hacking: ابزاری برای هک اندروید و Arduino(هک سخت‌افزار)
- Stress Testing: مجموعه ابزاری برای آورلود کردن و تست بار سیستم (تست استرس)
- Reverse Engineering: مجموعه ابزاری جهت انجام(مهندسی معکوس)در سیستم‌ها
- Sniffing/Spoofing: مجموعه ابزاری جهت انجام شنود و انجام حملات جعل هویت (دزدی اطلاعات-جعل هویت)
- Exploitation Tools: ابزاری جهت اجرای کدهای هک و نفوذ و Exploit(ابزارهای بهره‌برداری)
- Social Engineering Tools: با استفاده از ابزارهای این بخش می‌توان حملات مهندسی اجتماعی را پیاده‌سازی کرد
- Wireless Attacks: مجموعه ابزاری جهت حمله به تأسیسات و شبکه‌های وایرلس (حملات بی‌سیم)
- Password Attacks: ابزار شکستن کلمات عبور و پسوردها
- Vulnerability Analysis: آنالیز و تحلیل نقاط آسیب‌پذیری سیستم و جمع‌آوری اطلاعات
- Reporting Tools: مجموعه ای که در این قسمت وجود دارند برای گرفتن گزارش تست نفوذ استفاده می‌شوند.

Offensive Security کتابی را با نام Kali Linux Revealed ارائه می‌دهد و آن را برای دانلود رایگان در دسترس قرار می‌دهد.